# 林政詡
林 政詡（はやし まさくす、生年不詳 - 1776年9月22日（安永5年8月10日), Hayashi Yasudayū Masakusu, 10th head of the Musō Jikiden Eishin-ryū）は、江戸時代中期の土佐藩上士。通称は安太夫。御馬廻役・林(池田)家の第3代当主。無双直伝英信流第10代宗家。 土佐藩 礼節指南役・武具役。居合道の達人。剣術家。清和源氏池田氏の血脈。

## 来歴

### 生い立ち
貞享4年（1687年）頃、池田道印（のちの土佐藩医師・安田道玄陳年）の次男として武蔵国上野の下谷（現・東京都台東区下谷）に生れる。幼名は「松之丞」、のち「小太夫」と改める。諱の「政詡（まさくす）」は難読のため夢想神伝流では音読みで「せいしょう」と呼ばれる。

### 林守政の婿養子となる
宝永2年（1705年）、土佐藩主山内豊房の時代、土佐藩士（御馬廻・150石）故実礼節指南役・林守政(六太夫)の娘と婚し、婿養子として林姓を継ぎ、藩主・山内豊房に養子御目見を仰せ附けらる。（養父の林守政(六太夫)も元は池田姓であるが近親の親族ではない）
宝永7年（1710年）、土佐藩主山内豊隆の時代、養父・林守政(六太夫)と江戸へ向う途中の大坂において、徳川家宣の将軍宣下悦餐の御給仕役を差し加え仰せ附けらる。この勤め中、江戸御小姓の病障者に代って、その御番を御雇を以って相勤め、御褒詞を賜る。同年9月、御小々姓の病障者に代って、御書院御産舗向御客の接待役を仰せ附けられ、滞りなく勤めたことにより、御褒詞ならびに、白銀2枚を成し遣わされた。
享保15年（1730年）、土佐藩主山内豊敷の時代、養父・林守政(六太夫)の名代として江戸勤番を仰せ付けらる。
享保17年7月17日（1732年9月5日）高知城下の八軒町の邸にて、養父・林守政(六太夫)が70歳で病死。

### 林家の家督継承以降
享保17年11月8日（1732年12月24日）、養父・林守政(六太夫)の跡目を無相違下し置かれ相続。
元文5年2月18日（1740年3月15日）、御銀奉行を仰せ附けらる。
寛保2年12月6日（1743年1月1日）、御省略につき役目を差し免る。
寛保3年9月28日（1743年11月13日）、御武具役を仰せ附けらる。
寛延4年6月29日（1744年8月7日）、役領知50石を下し置かる。
宝暦3年7月10日（1753年8月8日）、去る5月7日（太陽暦6月8日）御武具蔵の扉が正確に施錠されていなかった件につき、御武具方の下役以下の者共を吟味した処、原因が不明であったが、そもそも、従来から扉の封印の始末の処方が先任者によってまちまちであり、それを習った下役の若輩は、それぞれやり方が異なっていた。その為、今後は役内で処方を統一するよう仰せ附けられ、2日間の謹慎処分を受け役儀復帰した。
宝暦10年1月27日（1760年3月14日）、去る1月22日（太陽暦3月9日）屋敷裏の搦手より出火し屋敷の一部を焼失。家来が原因を吟味したところ「放火の様子」と申し出があった。火の用心の儀は平素より堅く言い渡されており外から仕業のことであるが、警備に油断があったのは間違いなく、3日間の謹慎処分を受け役儀復帰した。
宝暦10年12月29日（1761年2月3日）、去る12月24日（1761年1月29日）暁、居宅の湯殿より出火し屋敷の一部を焼失。事故なのか放火なのか原因不明であったが、同年の正月にも火事があったばかりなので、重々用心を申し付けられ、4日間の謹慎処分を受け役儀復帰した。
宝暦12年1月9日（1762年2月2日）、御物頭格を仰せ附けらる。

### 居合兵法の極意を記述
明和元年10月（1764年11月）、居合を鍛練し次のように述べた。
明和元年11月（1764年12月）には以下を記した。

### 武具役より退任
明和3年3月25日（1766年5月3日）、老年に就き、願いを以って御武具役ならびに御物頭格ともに御免し、役領知を除かる。御馬廻役を仰せ付けられたが、尤も老年であるため相勤め難く申し出た処、親しく召し出され御褒詞を賜る。
明和6年12月（1770年1月）、土佐藩主山内豊雍の時代、老年に及び以降御奉公役などは、弟の林政彬(助五郎)を代勤させるよう仰せ付けられてきたが、林政彬も病気となったため、政彬の嫡男・林政長(六之丞)を代勤させたく願い出て聞召さる。

### 死去
安永5年8月10日（1776年9月22日）病死。享年は90歳ぐらいであったと言われる。墓は高知県高知市筆山（登山自動車道 最初の駐車場 南大カーブの南の道の西上）にある。

## 家族
- 実父：安田道玄(本名：池田陳年, 1651年-1725年) - 土佐藩典医。源姓池田氏。先祖は池田朝輝（民部少輔）は北條氏に仕えた侍で、道玄はその曾孫にあたる。もと浪人で武蔵国上野下谷に住して医を業とし「池田道印」と称したが、元禄10年（1697年）、江戸で山内豊房附きの典医となって「安田道玄陳年」と称し200石を碌す。豊房の土佐入国に従って来住し、元禄14年（1701年）百石の加増を受けて300石を食んだ[12]。墓は江戸下谷の幡通院と高知市秦泉寺（天場山霊園の谷、北側の上）の両所にある[12]。

- 養父：林守政(六太夫) – 無双直伝英信流 第9代[5][2]
- 養母：大黒勝盛(茂左衛門)の娘
  - 実兄：安田桃庵（年伴, 1685年-1745年）- 土佐藩典医[13]
  - 本人：林政詡(安太夫) – 無双直伝英信流 第10代
  - 妻：林守政(六太夫)の娘
  - 養子(妻の弟)：林政彬(助五郎) - 林守政の長男。林政詡(安太夫)の養子となる。
    - 養孫(長男)：林政長(六之丞)
    - 養孫(次男)：林政誠(益之丞) - 実兄・林政長(六之丞)の養子となる。
    - 養孫(三男)：林政直(又八)

  - 義弟(妻の弟)：林正靖(健之丞, 　　-1784年) - 林守政の次男で小栗流和術・足達正藹(茂兵衛)の養子となり、「足達甚三郎」と称す[14]。
  - 実弟：池田政彭（嘉平次, 1700年-1769年）- 土佐藩士
    - 実弟：池田政友（嘉平次）- 歌人

## 補註
1. 1 2  『居合道真諦』河野百錬著、1950年(昭和25年)
2. 1 2  “『板垣精神 -明治維新百五十年・板垣退助先生薨去百回忌記念-』”.  一般社団法人 板垣退助先生顕彰会 (2019年2月11日). 2020年9月1日閲覧。
3. 1 2  『無双直伝英信流居合兵法叢書』河野百錬著
4. 1 2 3 4 5 6 7 8 9 10 11 12 13 14 15 16 17  『御侍中先祖書系圖牒』旧山内侯爵家蔵
5. 1 2 3  『土佐武道史話』平尾道雄著、1961年、高知新聞社
6. ↑  生年不詳。享年90歳ぐらいとの説より逆算。
7. ↑  『土佐遺事雑纂(下)』、第66條【安田道玄】項参照
8. ↑  安田道玄は、土佐藩お抱えの医師。婉女が後年に作詩したものに「安田道玄良医に呈す」と記されしものあり。『女医・お婉さん(2)』広谷喜十郎著(所収『高知市広報 あかるいまち』1998年3月号)より。
9. ↑  『土佐医学史考』平尾道雄著
10. ↑  『土佐武道史話』平尾道雄著では「享保17年7月7日歿。享年70歳」と記すが、『御侍中先祖書系圖牒』でも「享保17年7月17日」とあるため、平尾説は採らない。
11. 1 2  『居合兵法極意秘訣』
12. 1 2 3  『土佐の墓(2)』山本泰三著、土佐史談会、1987年(昭和62年)
13. ↑  墓は高知市南高見の中山谷西の上方。南高見から登った先の道路の北側にある。
14. ↑  墓は高知市小石木の頂上の三叉路にある。